# 沃巴什鎮區 (伊利諾伊州克拉克縣)
沃巴什鎮區（英語：Wabash Township）是位於美國伊利諾伊州克拉克縣的一個行政鎮區。

## 地方資料
根據2010年美國人口普查的數據，沃巴什鎮區的面積為190.40平方千米，當中陸地面積為190.00平方千米，而水域面積為0.40平方千米。當地共有人口2202人，而人口密度為每平方千米11.57人。